# 1930年庫魯薩河事件
5°1′S 71°38′W / 5.017°S 71.633°W
1930年庫魯薩河事件是1930年8月13日發生在巴西庫魯薩河的流星空中爆炸事件。

## 概述
此一事件直到英國天文學家馬克E.貝利（Mark E. Bailey）於1955年在梵蒂岡圖書館的1931年的羅馬觀察報檔案中發現載有一份聖方濟會修士的急件，才被注意到。D'Alviano在事件發生後五天，訪問了該地區備受驚嚇的居民，他們告訴他對所發生事情的害怕。依據貝利的報告，庫魯薩事件是20世紀最重要的撞擊事件之一。從事件調查的資料顯示可能與每年8月12日達到高峰的英仙座流星雨有關。
巴西的天文物理學家拉米羅·德拉紮（Ramiro de la Reza）受到貝利文章的啟發，和來自蘭賽衛星的影像能夠識別出潛在的隕石撞跡 －隕石撞擊的痕跡，位在阿熱米羅村（Argemiro）東南1公里，並測量出直徑。
巴西政府沒有安排合適的探險隊前往調查該事件，只有一個教會的傳教士和一家小電視公司資助的探險隊調查該事件。
在1997年6月的第一個星期，德拉紮率領一支由環球組織和澳大利亞ABC電視台共同資助的探險隊前往事件發生的區域。發現一個"提升的環圈特徵"，但是缺乏證明這是流星撞擊地球的證據。來自聖卡利斯托在拉巴斯的地震觀測紀錄顯示可能是在同一天創造出來的火山口。然而，錄得的地震規模小於形成如此大小火山口的期望（應該在世界各地都發現該地震的訊號），而且訊號更符合是在地震儀附近的本地事件。
估計流星的初始質量在1,000至25,000噸之間，釋放出的能量估計從9千噸 100 kilotons,至500萬噸，然而大多數的估計能量都低於100萬噸。無論如何，該事件明顯低於通古斯大爆炸的1,000萬至1,500萬噸。

## 進階讀物
- http://alias.estadao.com.br/noticias/geral,estrondo--na-selva,1760865（页面存档备份，存于）
- Bailey, Mark E. et al. 1995. The Observatory Vol. 115 (1128), pp. 250–253
- Daily Herald. Menace of meteors like huge bombs from space. 6 Mar 1931, p. 9.
- De la Reza, J. R.; Rumble in the Jungle, Quantum programme of the ABC-TV, Australia, directed by Richard Smith, ABC-TV Science Unit, 1998.
- Gehrels, T.,;Collisions with Comets and Asteroids. Scientific American, Vol. 274, No. 3., March, 1996, pp. 54–59.
- Gorelli, R.; The Rio Curuçá Event. Meteorite!, August 1995, p. 26.
- Huyghe, P.; Incident at Curuça. The Sciences, March/April, 1996, pp. 14–17.
- Informazioni Fides, L'Osservatore Romano. The Fall of Three Bolides on the Amazonas. Strange and Frightening Phenomena. 1 March, p. 5, 1931. (English translation in Bailey et al. 1995.)
- Kulik, L. A.; The Brazilian twin of the Tunguska meteorite. Priroda i Ljudi, 13-14, p. 6, 1931.
- Vasilyev, N.; and Andreev, G.; The Brazilian Twin of the Tunguska Meteorite: Myth or Reality? WGN, The Journal of the International Meteor Organization, 17, No.6, pp. 247–248, 1989.
- Vega, A. J.; Possible Evidencia Sismica del Evento "Tunguska" del 13 de Agosto de 1930, Ocurrido en Brasil. Revista Geofisica Instituto Panamericano de Geografia e Historia 44, Enero-Junio, pp. 201–211, 1996.